# Beijing BJ 212
Beijing BJ 212/BJ 2020 — китайский внедорожный автомобиль, выпускавшийся в 1965—2005 годах Beijing Automobile Works. Во многом основан на ГАЗ-69 и УАЗ-469. До 2008 года был основным автомобилем Народно-освободительной армии Китая, заменён BJ 2022.

## История
Модель появилась в 1965 году, ей предшествовали прототипы BJ 210 и BJ 211, которые представляли из себя изменённые копии советского ГАЗ-69. Конструкция имеет много общего с советскими автомобилями. Рама и коробка передач — от ГАЗ-69. Подвеска — копия рессорной подвески УАЗ-452. Двигатель объемом в 2445 см³ являлся полной копией двигателя советского УМЗ-451 от УАЗ-469, с которым имеется и явное внешнее сходство.
Впервые на публике BJ 212 появился в 1966 году на параде на площади Тяньаньмэнь в качестве инспекторской машины Мао Цзедуна. Версия с металлической крышей известна как BJ212F. В начале 1970-х годов для нужд армии была выпущена трёхдверная версия.
В 1986 году в связи со сменой китайской классификации автомобилей модель получила индекс BJ 2020, и в связи с этим экстерьер немного изменился:например, появились боковые повторители указателей поворотов, изменились задние фонари, боковые дверные надставки и появился новый тент вместо прежнего. К 1987 году всего было произведено около 460 000 экземпляров BJ 212.
На гражданском рынке модель сменил внедорожник BAW Zhanqi (BJ2023, BJ2030, BJ2032) разработанный в 1985 году на основе американских Jeep CJ-8 и его преемника Jeep Wrangler. Выпуск BJ 2020 был прекращён в 2005 году, модель заменена вышедшим в том же году преемником — BJ 2022, снят с вооружения армии в 2008 году.

## Галерея

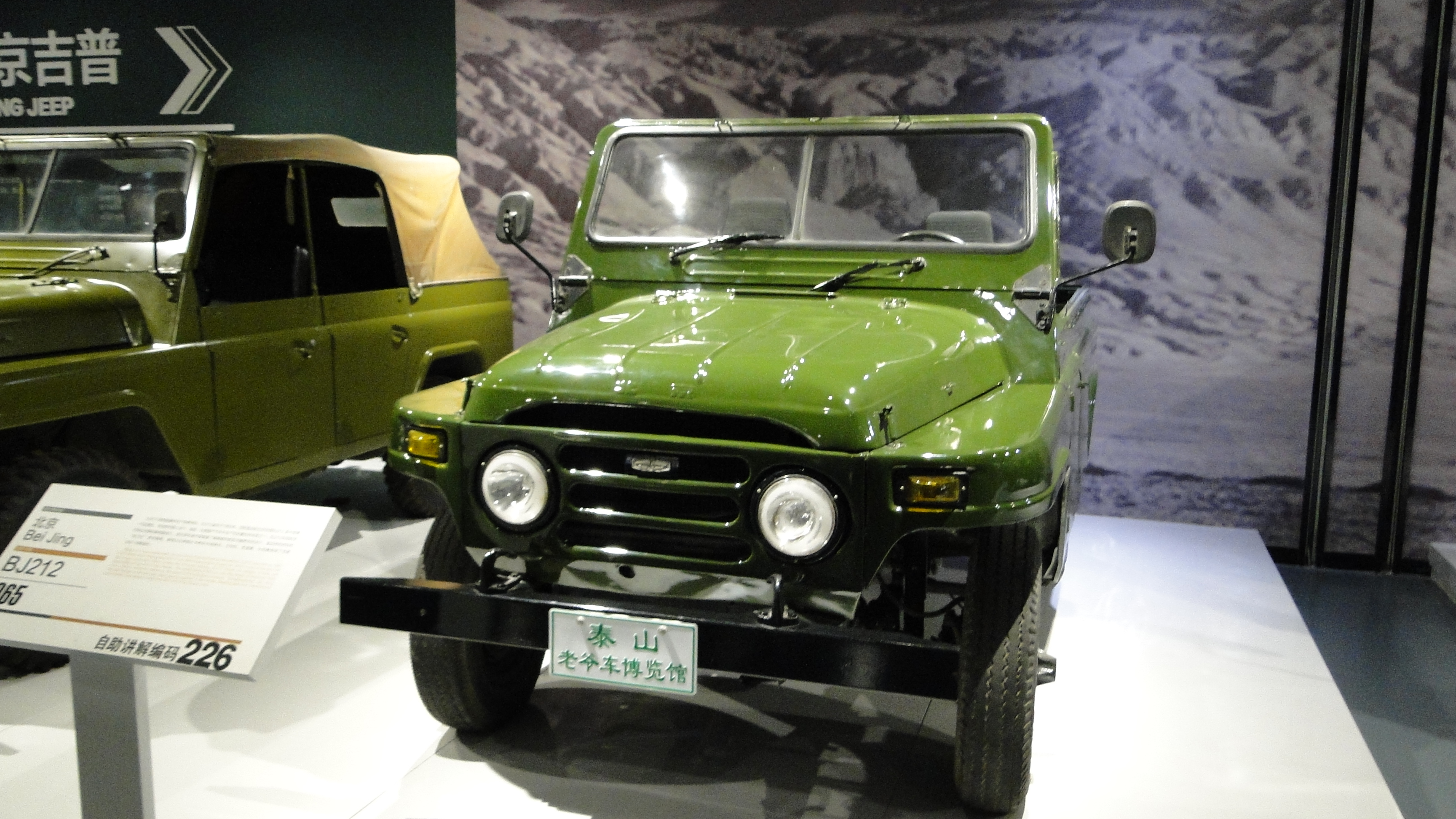
BJ 212, 1965 года
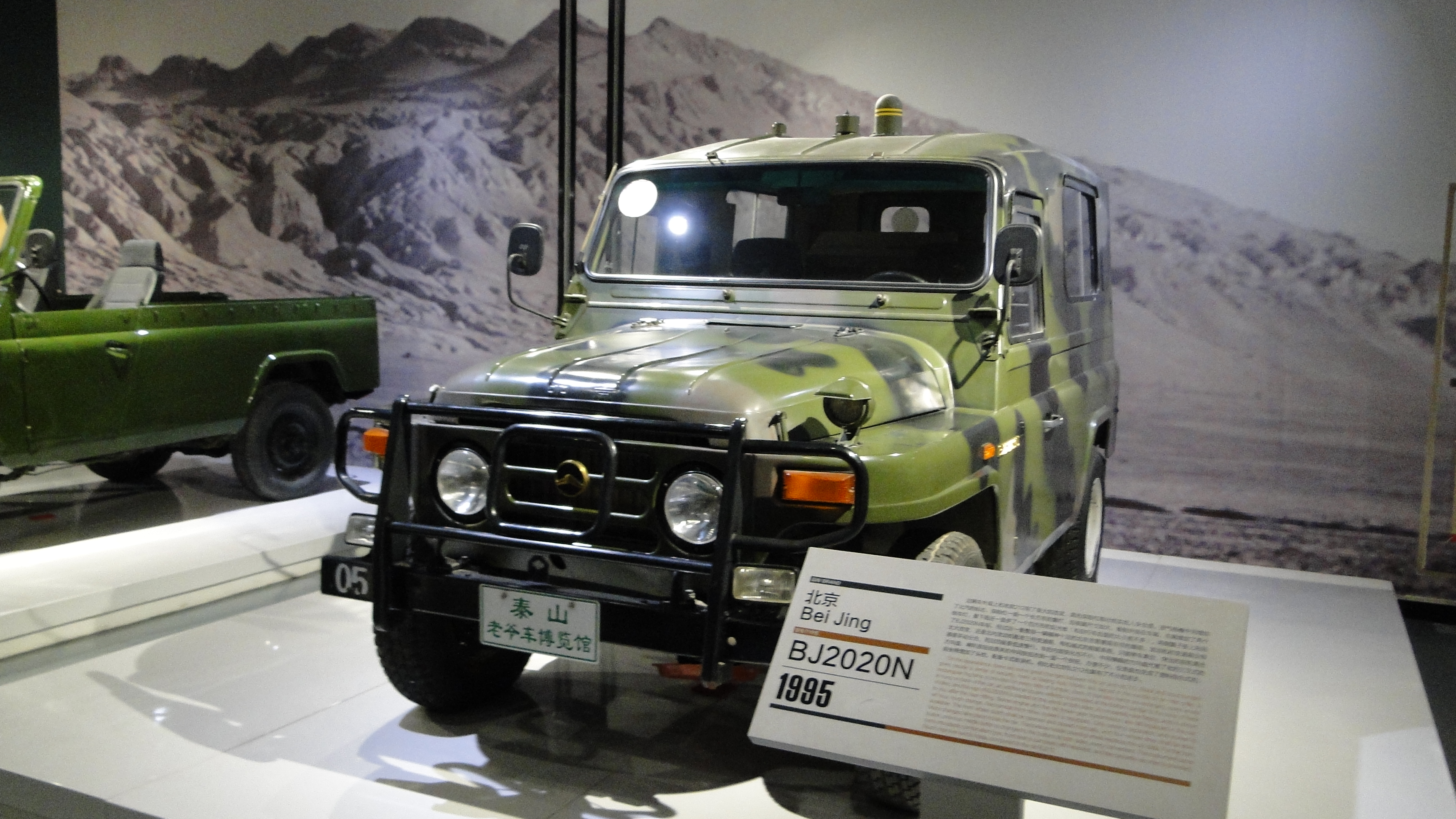
BJ 2020, 1995 года
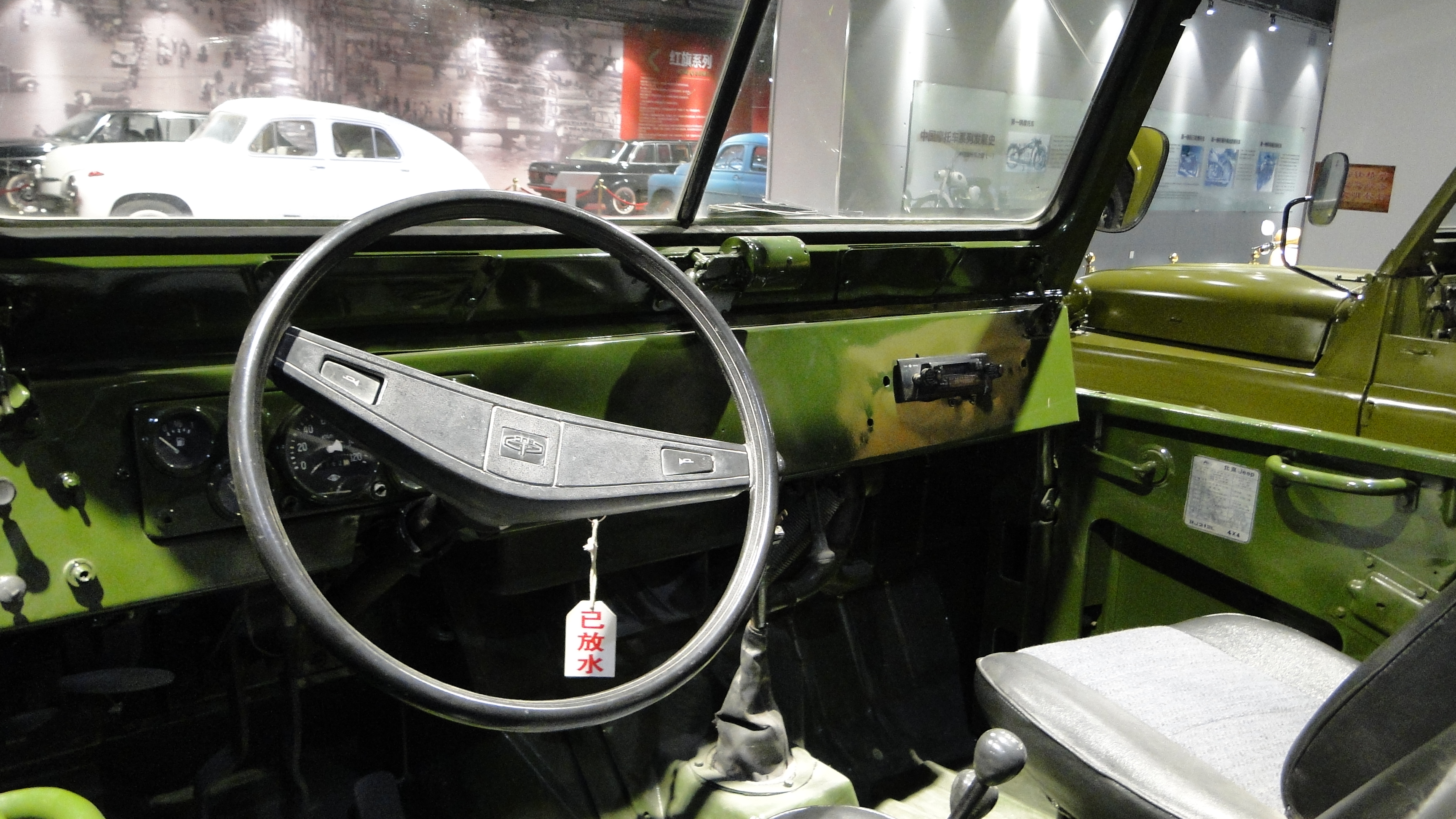
интерьер
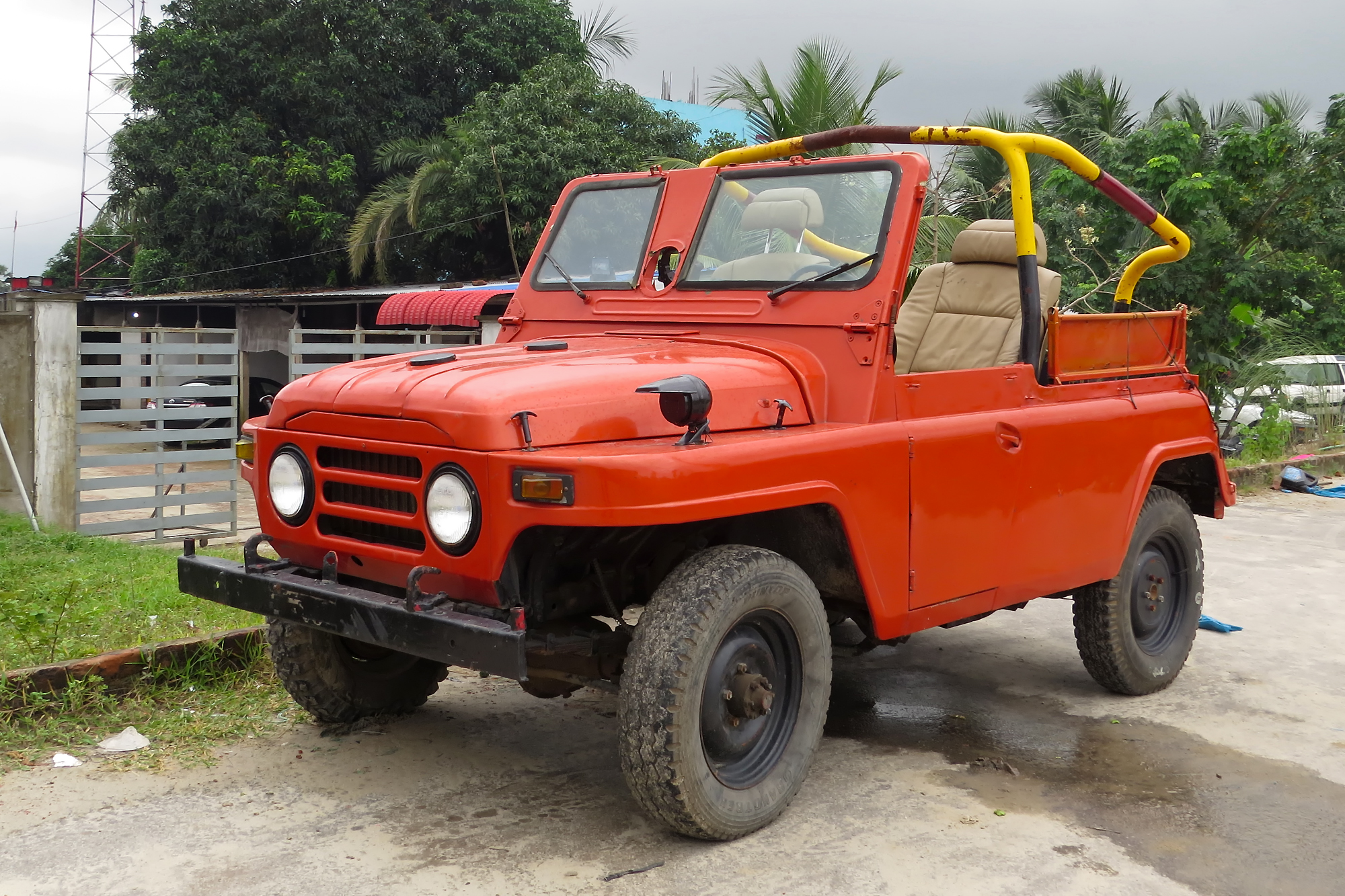
3-х дверная версия